# Trachóni
Trachóni är en ort i Cypern.   Den ligger i distriktet Eparchía Lefkosías, i den nordöstra delen av landet, 12 km nordost om huvudstaden Nicosia. Trachóni ligger 92 meter över havet Den ligger på ön Cypern.
Terrängen runt Trachóni är platt söderut, men norrut är den kuperad. Trakten runt Trachóni är ganska glesbefolkad, med 25 invånare per kvadratkilometer. Närmaste större samhälle är Nicosia, 11,7 km sydväst om Trachóni. Trakten runt Trachóni består till största delen av jordbruksmark.